# جورجو سرالونگا
جورجو سرالونگا (ایتالیایی: Giorgio Serrallonga) تدوین‌گر اهل ایتالیا است.

## گزیدهٔ فیلم‌شناسی

### سینما
- شبحی در تختخوابم هست (۱۹۸۱)
- آنجا که خورشید نمی‌تابد[۱][۲] (۱۹۷۴)
- مارمولکی در پوست زن (۱۹۷۱)
- ساحره‌ها (۱۹۶۷)
- به خاطر چند دلار بیشتر[۳][۴][۵] (۱۹۶۵)

### تلویزیون
- انئید (۱۹۷۱)